# Taxodium
Taxodium Rich., 1810 è un genere di piante conifere della famiglia delle Cupressacee (sottofamiglia Taxodioideae). 
Comprende due specie a foglie decidue (che diventano semisempreverdi nelle zone meridionali dell'areale). 
Possono raggiungere grandi dimensioni (45 m di altezza e 3 m di circonferenza del tronco, in casi eccezionali 10 m).
Si tratta di alberi assai resistenti alle inondazioni. 

## Tassonomia
Il genere Taxodium comprende le seguenti specie:
- Taxodium distichum (L.) Rich.
- Taxodium huegelii C.Lawson

La specie più conosciuta è Taxodium distichum, che viene chiamato cipresso delle paludi o cipresso calvo.
I generi più prossimi a Taxodium sono Glyptostrobus e Cryptomeria.

## Distribuzione e habitat
Si tratta di piante originarie dell'America settentrionale, dal Delaware fino agli altopiani del Messico meridionale.